# 何有荘
何有荘（かいうそう）（旧稲畑勝太郎邸）は京都市左京区にある南禅寺界隈別荘の一つ。近代を代表する庭師七代小川治兵衛（通称植治）作庭による何有荘庭園と呼ばれる日本庭園がある。

## 概要

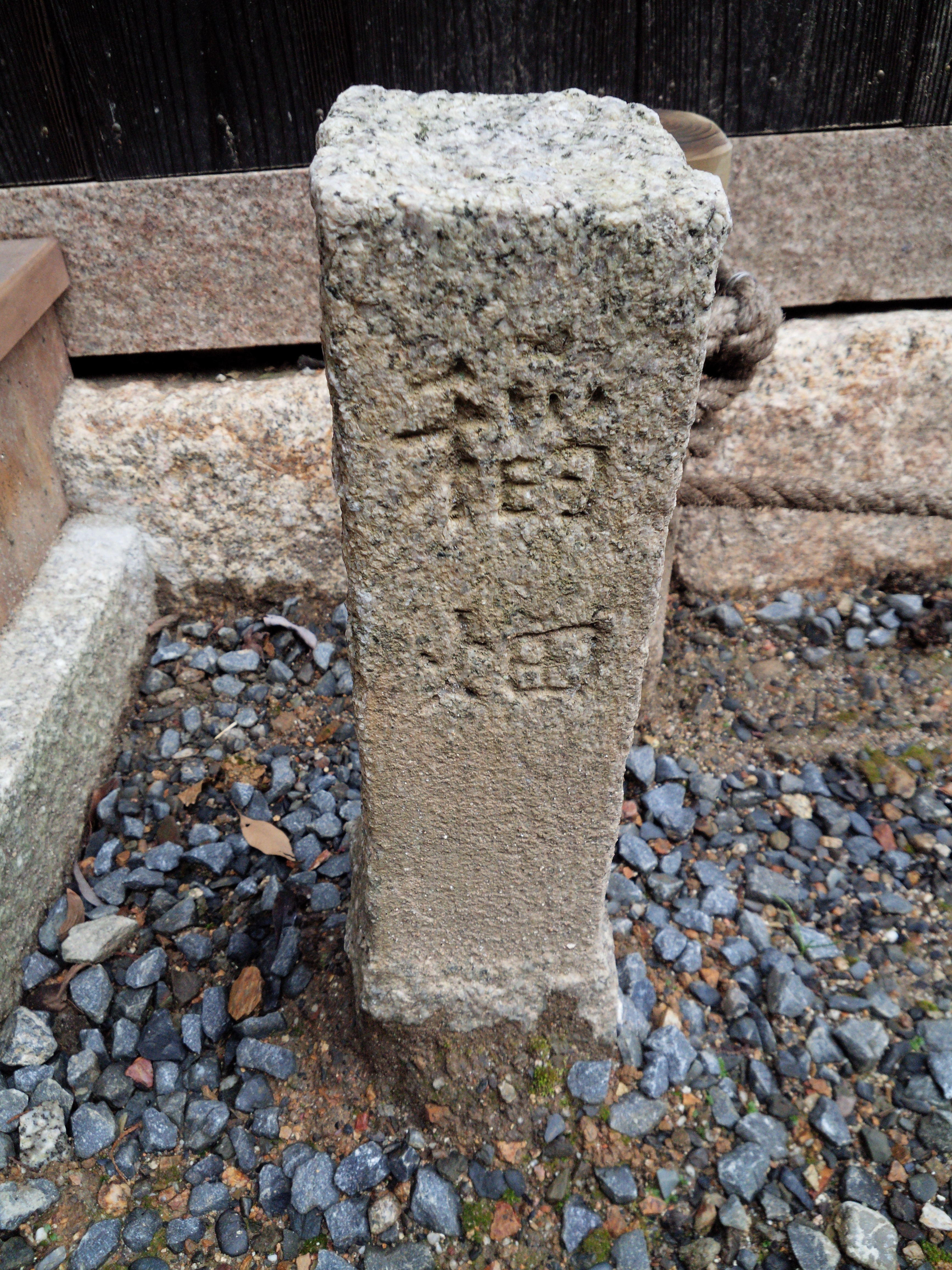

本来は旧南禅寺境内に属し、当時の塔頭の跡地に築造されている。無鄰菴、対龍山荘、碧雲荘など現在の南禅寺界隈別荘庭園群の主要な庭園のほとんどが、明治維新後の南禅寺塔頭跡と旧南禅寺境内に築造されている。
明治初期、上知により某氏の所有となり、その邸宅となっていたが1905年（明治38年）に稲畑勝太郎の所有の別荘となり「和楽庵」と称された。その後、隣接する農地や疏水用地を取得し拡大整備されて本邸となった。
「和楽庵」は、昭和・大正・明治にかけて内外の要人が訪ねる京都の社交場や京都の音楽活動の拠点としても活用され、その後所有者が二代目の大宮庫吉に変わると「何か有る様で何も無い。何も無い様で何か有る」という禅の言葉から「何有荘」と改名され、現在に至る。
庭園内には「瑞龍」「龍吟」と呼ばれる滝が3カ所に設けられ、疏水を利用し豊富な滝水を落としている。傾斜地を利用したダイナミックな落差を持つ本庭園は小川治兵衛の中でも他に類を見ない。そしてその水は琵琶湖疏水と呼ばれる近代の産業史上の観点からも重要な存在から現在も未だ直接引き入れられている。紅葉期には紅葉の「赤」と滝の「白」そして芝生や苔の「緑」の見事な調和に包まれるのも特徴の一つである。
庭内は山沿いに道が完備されており、鐘楼や複数の滝、水車小屋などを見ながら、山上の草堂まで登ると京都の町並みが一望できるスポットも備えている。また南禅寺の三門から岡崎界隈までを見渡すことができ、京の風物詩である五山送り火も見ることができた。敷地北側には豆の子稲荷があった。
過去に京都新聞で「何有荘（かゆうそう）」、一部団体の資料で「何(か)有(ゆう)荘(そう)」と表記されたことがあった。

## 略歴
- 1905年（明治38年） 稲畑勝太郎の所有となる
- 1916年（大正5年) 武田五一設計の洋館が完成
- 1953年（昭和28年） 宝酒造の大宮庫吉が譲り受け、「何有荘」と名付けた
- 1991年 宗教法人大日山法華経寺の所有となる[3]
- 2003年から一般公開される
- 2005年3月に居住していた社長が何有荘の売買を巡る詐欺事件で逮捕され、担保に入っていたため整理回収機構が競売を申し立てる
- 競売中にもかかわらず、不法行為により登記事項が変更されていることが発覚。京都地裁による保全措置のため2005年7月4日から非公開となる
- 2006年9月に大阪の不動産会社「津多家」が26億3893万円で落札
- 2008年 最高裁判決。津多家勝訴。この間数億をかけ庭園再生事業を行う
- 2010年 庭園を維持するため、クリスティーズの仲介により開始価格80億にて売りに出され、オラクル社CEOである、アメリカ人実業家ラリー・エリソンが購入。実際の落札売却額は不明[4][5]
- 2010年 NHK ワンダー×ワンダー「京都！天下無双の別荘群」で紹介
- 2013年 所有者より、「洋館の維持が難しくなった」との理由で、武田五一が設計した洋館が京都工芸繊維大学に寄贈され、大学キャンパスに移築されることになった[6][7]